# Лабрадор (регіон)

Прапор Лабрадор

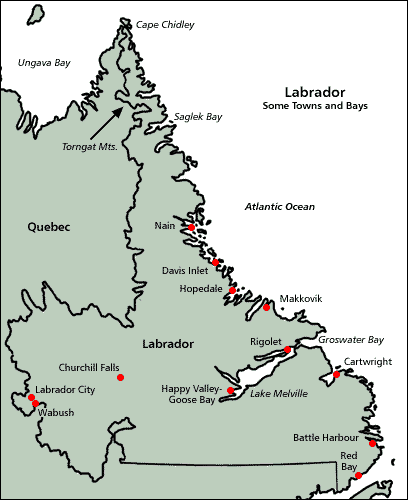
Мапа Регіона

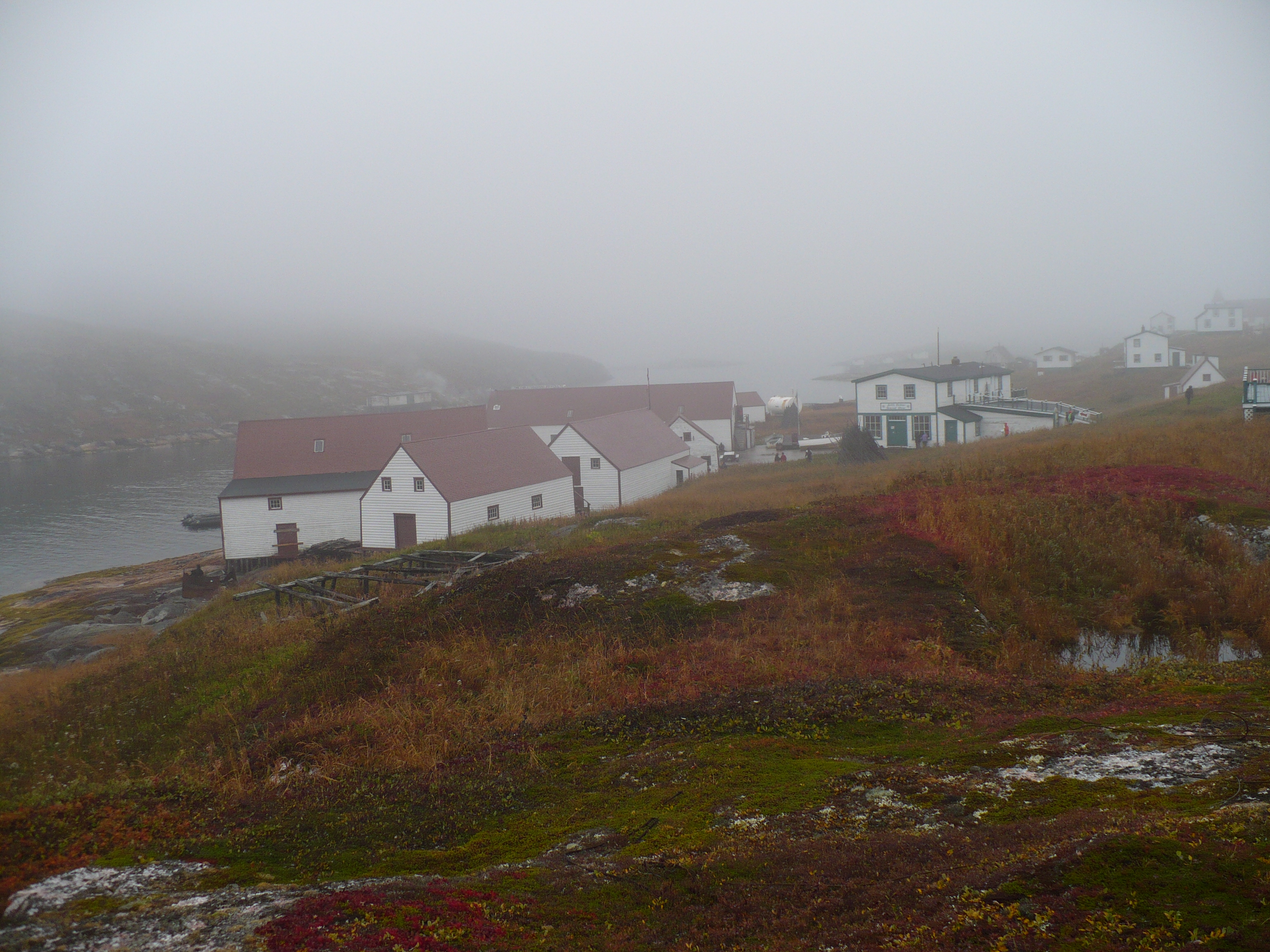
Бетл-Гарбор

Лабрадо́р (англ. Labrador, фр. Labrador) — північна частина канадської провінції Ньюфаундленд і Лабрадор, розташований на материковій частині провінції та відділений від острова Ньюфаундленд протокою Бель-Айл.
Найбільший і найпівнічніший географічний регіон Атлантичної Канади, площа 294 330 км².
У 2006 населення Лабрадора — 26 364 осіб.
Більші населені пункти:
- Хеппі Веллі—Ґус-Бей (англ. Happy Valley-Goose Bay, інуїтською мовою: Vaal)
- Лабрадор-Сіті (англ. Labrador City)
- Вабаш (англ. Wabash)
- Найн (англ. Nain or Naina) (Інуїтською мовою: Nunajnguk)
- Л-Анс-о-Луп (фр. L'Anse-au-Loup)
- Картрайт (фр. Cartwright)
- Гоупдейл (англ. Hopedale) (Інуїтською мовою: Agvituk)
- Норт-Вест-Рівер (англ. North West River — «Північно-західна річка»)
- Порт-Гоп-Сімпсон(англ. Port Hope Simpson)
- Форто (англ. Forteau)

Неподалік містечка Хеппі Веллі—Ґус-Бей находяться бази НАТО та Канадських Військово-повітряних сил «Гус-Бей» (англ. Canadian Forces Base Goose Bay).
На річці Черчилль (англ. Churchill River (Atlantic), фр. fleuve Churchill) — гідроелектростанція Черчилль-Фолс (ГЕС) потужністю 5 428 МВт, яка є власністю державної електричної компанії фр. Hydro-Québec.

## Історія
- XI століття — Лейф Еріксон і гренландські вікінги відкрили Лабрадор і назвали Маркланд.
- 1498 португальський дослідник Хоейо Фернандес Лаврадор (англ. João Fernandes Lavrador) відкрив і дослідив узбережжя Лабрадору.
- 1498 — Джон Кабот італійський мореплавець на англійській службі прибув до Ньюфаундленду.
- 1500 — Португальські мореплавці, Мігель і Гашпар Кортиріали перетнули Атлантичний океан і відкриту ними землю назвали Лабрадором (Терра-ду-Лаврадор — «Земля Пахаря»).
- 1534 — Французький мореплавці, Жак Картьє почав досліджувати Ньюфаундленд
- 1763 — Лабрадор перетворився з французької колонії Канада на Британську колонію «Ньюфаундленд» за Паризькою мирною угодою.
- 1774 — Лабрадор, Острів Антикості і Острови Мадлен перейшли до британської колонії Квебек
- 1791 — регіон Лабрадор перейшов під юрисдикцію провінції Нижня Канада
- 1809 — перейшов під юрисдикцію Ньюфаундленду
- 1825 — Частина регіону перейшло під юрисдикцію провінції Нижня Канада — північний берег Затоки Святого Лаврентія на заході до містечка Бланк-Саблон (англ. Blanc-Sablon) і на півдні до 52° широти.
- 1927 — завершення суперечки про кордон з Лабрадором.
- 1941 — Будівництво Канадської Військово-повітряної бази — Гус Бей
- 1949 — населення Ньюфаундленда і Лабрадора невеликою більшістю проголосувало за приєднання до Канади. Назва провінції Ньюфаундленд.
- 1964 — зміна назви провінції з Ньюфаундленд на Ньюфаундленд і Лабрадор.
- 2001 — Офіційна назва провінції змінена на Ньюфаундленд і Лабрадор у Конституції Канади.
- 2005 — створення Інуїтськського регіону з обмеженою автономією — Нунатсейвут (англ. Nunatsiavut) на терені Лабрадору.